# Cophixalus hinchinbrookensis
Cophixalus hinchinbrookensis es una especie de anfibio anuro de la familia Microhylidae.

## Distribución geográfica
Esta especie es endémica de la isla Hinchinbrook en el noreste de Queensland, Australia.

## Etimología
Su nombre de especie, compuesto de hinchinbrook y el sufijo latín -ensis, que significa "que vive, que habita", se le dio en referencia a la ubicación de su descubrimiento: la isla Hinchinbrook.

## Publicación original
- Hoskin, 2012 : Two new frog species (Microhylidae: Cophixalus) from the Australian wet tropics region, and redescription of Cophixalus ornatus. Zootaxa, n.º 3271, p. 1-16.[3]